# Диксон, Горд
Гордон Элфорд Диксон (англ. Gordon Elford Dickson; 2 января 1932, Калгари, Альберта — 19 января 2015, Берлингтон, Онтарио) — канадский легкоатлет, специалист по бегу на длинные дистанции, кроссу и марафону. Выступал за сборную Канады по лёгкой атлетике в конце 1950-х — начале 1960-х годов, обладатель бронзовой медали Панамериканских игр, многократный победитель и призёр первенств национального значения, участник летних Олимпийских игр в Риме.

## Биография
Горд Диксон родился 2 января 1932 года в Калгари, Альберта.
Серьёзно заниматься лёгкой атлетикой начал во время учёбы в старшей школе, где специализировался в беге на 1 милю.
В течение многих лет жил и тренировался в США, получил спортивную стипендию в Университете Дрейка, окончил высшую школу Нью-Йоркского университета, выступал за Нью-Йоркский легкоатлетический клуб.
Впоследствии вернулся на родину, поселился в Гамильтоне, Онтарио, при этом продолжил спортивную карьеру на более длинных дистанциях. Диксон неоднократно выигрывал местный пробег Around the Bay Road Race (1956—1959, 1964), становился чемпионом Канады в марафоне (1957—1960, 1962, 1964), кроссе (1957—1959), в беге на 6 миль по стадиону (1958). Несколько раз пробежал Бостонский марафон, в частности в 1959 году сумел финишировать третьим.
Впервые заявил о себе на международном уровне в сезоне 1958 года, когда вошёл в состав канадской сборной и выступил на Играх Британской империи и Содружества наций в Кардиффе — в марафоне с результатом 2:28:43 пришёл к финишу пятым.
В 1959 году принял участие в Панамериканских играх в Чикаго, где занял пятое место в беге на 10 000 метров и завоевал бронзовую награду в марафоне.
Благодаря череде успешных выступлений в 1960 году удостоился права защищать честь страны на летних Олимпийских играх в Риме — в программе марафона показал время 2:38:46, расположившись в итоговом протоколе соревнований на 55-й строке.
В 1962 году бежал марафон на Играх Британской империи и Содружества наций в Перте, показал на финише 12-й результат.
Вынужден был завершить спортивную карьеру из-за проблем с ахилловым сухожилием. За выдающиеся спортивные достижения в 1991 году введён в Зал славы шоссейного бега Канады.
Помимо спорта занимался бизнесом, в течение 25 лет работал в отделе делового администрирования Холтонского совета по образованию.
Умер 19 января 2015 года в Берлингтоне в возрасте 83 лет.